# Bernarda Ferreira de Lacerda
D. Bernarda Ferreira de Lacerda (Porto, 1595 – Lisboa, 1 de Outubro de 1644) foi uma poetisa portuguesa, autora do poema épico Espanha Libertada (1618).
Filha de Ignácio Ferreira Leitão (Desembargador do Paço, e Chanceler-Mor do Reino) e de D. Paula de Sá e Menezes, nasceu no Porto em 1595. Deu mostras desde cedo de "uma inteligência e capacidade para o estudo pouco vulgares, sobretudo naquela época e no sexo feminino", e seus pais, apercebendo-se disto, proporcionaram-lhe ampla educação, "que a tornou um dos talentos mais enciclopédicos que no país se tem visto." 
Casou com Fernão Correia de Sousa̪.
Foi singular na retórica, poesia, filosofia, matemática, nas humanidades e em música – "tocava muitos instrumentos com perfeição" – e falava várias línguas europeias, para além do hebreu, grego e latim. Lope da Vega apelidou-a de Décima Musa.
Foi sepultada na Capela de S. José, do Convento de Nossa Senhora dos Remédios, dos Carmelitas Descalços.
Em 1949 a Câmara Municipal de Lisboa homenageou a poetisa dando o seu nome a uma rua junto à Avenida da Igreja, em Alvalade.

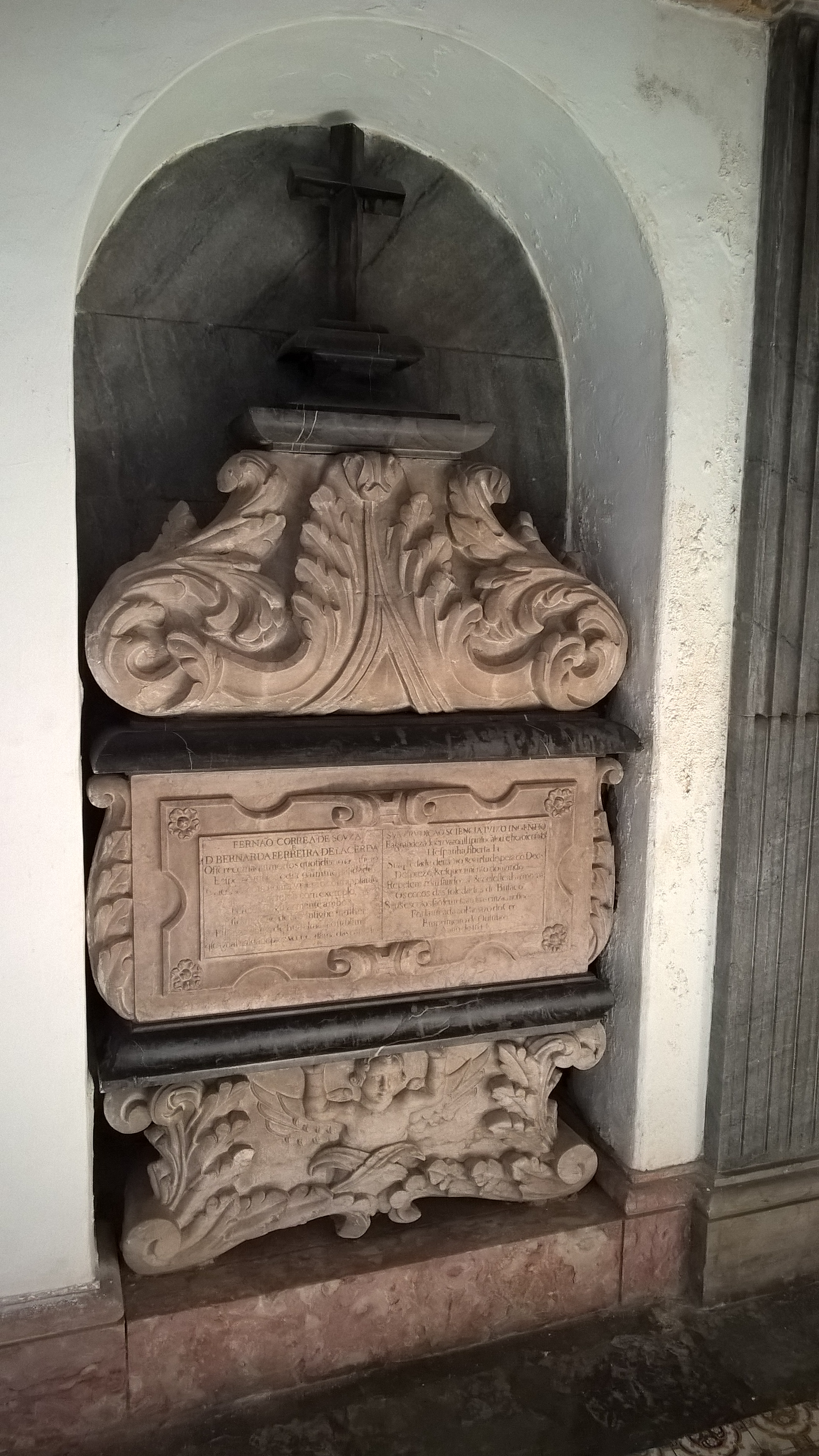
Túmulo de Bernarda Ferreira de Lacerda e do seu marido, no Convento de Nossa Senhora dos Remédios, em Lisboa.

## Obra[3]

### Obras desaparecidas
- El caçador del cielo (comédia)
- Santo Eustachio y la buena e mala fortuna (comédia)
- Tragica conversão dos Christãos de S. Thomé, ou Preste João

### Obra impressa
- Hespaña Libertada (primeira parte) Lisboa, Pedro Casbreeck, 1618
- Soledades de Buçaco, Lisboa, Matias Rodrigues, 1634
- Hespaña Libertada (poema póstumo, parte segunda, por sua filha, Dona Maria Clara de Menezes). Lisboa, Juan de la Costa, 1673.
- Poema introdutório Malaca conquistada por o grande Afo. [i.é Afonso] de Albuquerque: poema heroico de Franco. [i.é Francisco] de Saá de Meneses com os argumentos de Dona Bernarda